# Albert van der Hoogte
Albertus Gerhardus (Albert) van der Hoogte (Amsterdam 2 december 1909 – Voorburg, 13 februari 1970) was een Nederlands romanschrijver.

## Levensloop
Van der Hoogte volgde zijn studie in Leiden, waar hij rechten, letteren en wijsbegeerte studeerde. Van Der Hoogte was na de Tweede Wereldoorlog substituut-officier van justitie en auditeur-militair in Nederlands-Indië (Bandung, Soerabaja).
Zijn ervaringen daar leverden stof voor twee koloniale romans. Na terugkeer uit Nederlands-Indië, werd Van Der Hoogte ambtenaar kunstzaken bij de gemeente Den Haag. Als ambtenaar en bestuurslid van het Haagsch Cultureel Centrum was hij betrokken bij onder meer de oprichting van het Nederlands Dans Theater en het Nederlands Letterkundig Museum. Voor zijn boek Het laatste uur, dat vertaald is in het Duits en het Frans, ontving Van Der Hoogte in 1956 de Vijverbergprijs, de latere F. Bordewijk-prijs.

## Werken
- Ballade van een luchtreis (1947)
- Het laatste uur (1953)
- Van pluche en plastic (1953)
- Huis in de nacht (1956)
- Ballade van de oude stad (1960)